# Ctenus darlingtoni
Ctenus darlingtoni är en spindelart som beskrevs av Bryant 1948. Ctenus darlingtoni ingår i släktet Ctenus och familjen Ctenidae. Inga underarter finns listade i Catalogue of Life.